# 舞鶴共済病院
国家公務員共済組合連合会 舞鶴共済病院（こっかこうむいんきょうさいくみあいれんごうかい まいづるきょうさいびょういん）は、京都府舞鶴市にある医療機関。国家公務員共済組合連合会が運営する病院（旧令共済病院）である。
福井県や兵庫県北東部（但馬・丹波）など北近畿一円から患者が集まる中核病院である。

## 概要
1907年（明治40年）3月に舞鶴海軍工廠職工共済会病院として誕生した。しかし1945年（昭和20年）8月に日本は終戦を迎え、海軍省が解体され、舞鶴鎮守府が廃止されると、同年10月に財団法人共済協会舞鶴共済病院として一般市民の診療に当たることになった。1950年（昭和25年）12月には旧令特別措置法により、共済協会は解散することとなり、病院運営は非現業共済組合連合会の管理となっている。中高齢の患者らは未だに「共済会（病院）」と呼んでいる。他にも「共済」「共病」と言う単語（共済・共病行って来た）で通じる。
近畿北部（北近畿）の中核病院として、舞鶴市のみならず福井県若狭地方や兵庫県東部より通院患者がある。

## 病院の特徴
京都府北部の基幹病院として、症例数が多い。特に循環器科・心臓血管外科における症例数と診療実績は京都府北部地区では常にトップで、近畿地方全体の中でもトップクラスである。創設時より金沢大学医学部の関連病院として位置付けられ、院長をはじめほとんどの常勤医は金沢大学医学部の医局より派遣されてきた。多々見良三現舞鶴市長は、金沢大学医学部第二内科出身で本院循環器内科を経て院長を務めた人物である。救急部門の臨床研修の充実を図り、2010年（平成22年）からは福井大学医学部附属病院の総合診療科における研修も開始した。

## 歴史
- 1907年（明治40年） - 舞鶴海軍工廠職工共済会病院として発足。
- 1945年（昭和20年） - 終戦により財団法人共済協会舞鶴共済病院となる。
- 1982年（昭和57年） - 本館増設。カテーテル室等新設。
- 1994年（平成6年） - 新館増設。
- 2000年（平成12年） - 介護老人保健施設すこやかの森を開設。
- 2013年（平成25年） - 新病棟増設。

## 診療科
- 内科
- 血液内科
- 消化器科
- 循環器科
- 小児科
- 外科
- 胃腸科
- 心臓血管外科
- 呼吸器外科
- 脳神経外科
- 整形外科
- 皮膚科
- 泌尿器科（透析センター併設）
- 産婦人科
- 眼科
- 耳鼻咽喉科
- 歯科
- 歯科口腔外科
- 放射線科
- 麻酔科
- リハビリテーション科

## 院内設備
- 売店
  - セブンイレブン舞鶴共済病院店
- 院内保育所
- ATMコーナー
  - 京都北都信用金庫

## 土地・建物、医療設備の概要
- 土地 - 30,650㎡
- 建物 - A棟（6階建 - 7,762㎡）、B棟（7階建 - 10,665㎡）、C棟（６階建-9,206㎡）

### 主な医療設備
内視鏡手術支援ロボット（ダビンチ）、320列MDCT、MRI、血管連続撮影装置（シネアンギオ）、RI診断装置、人工心肺装置
体外衝撃波尿路結石破砕装置、レーザー結石破砕装置、前立腺高温度治療装置
超音波白内障手術装置、集中治療室患者監視システム、臨床用ポリグラフシステム
術中自己血回収システム、透析自動制御システム、モービルCCU

## 関連人物
- 多々見良三 - 前病院長（舞鶴市長）